# Turze Pole

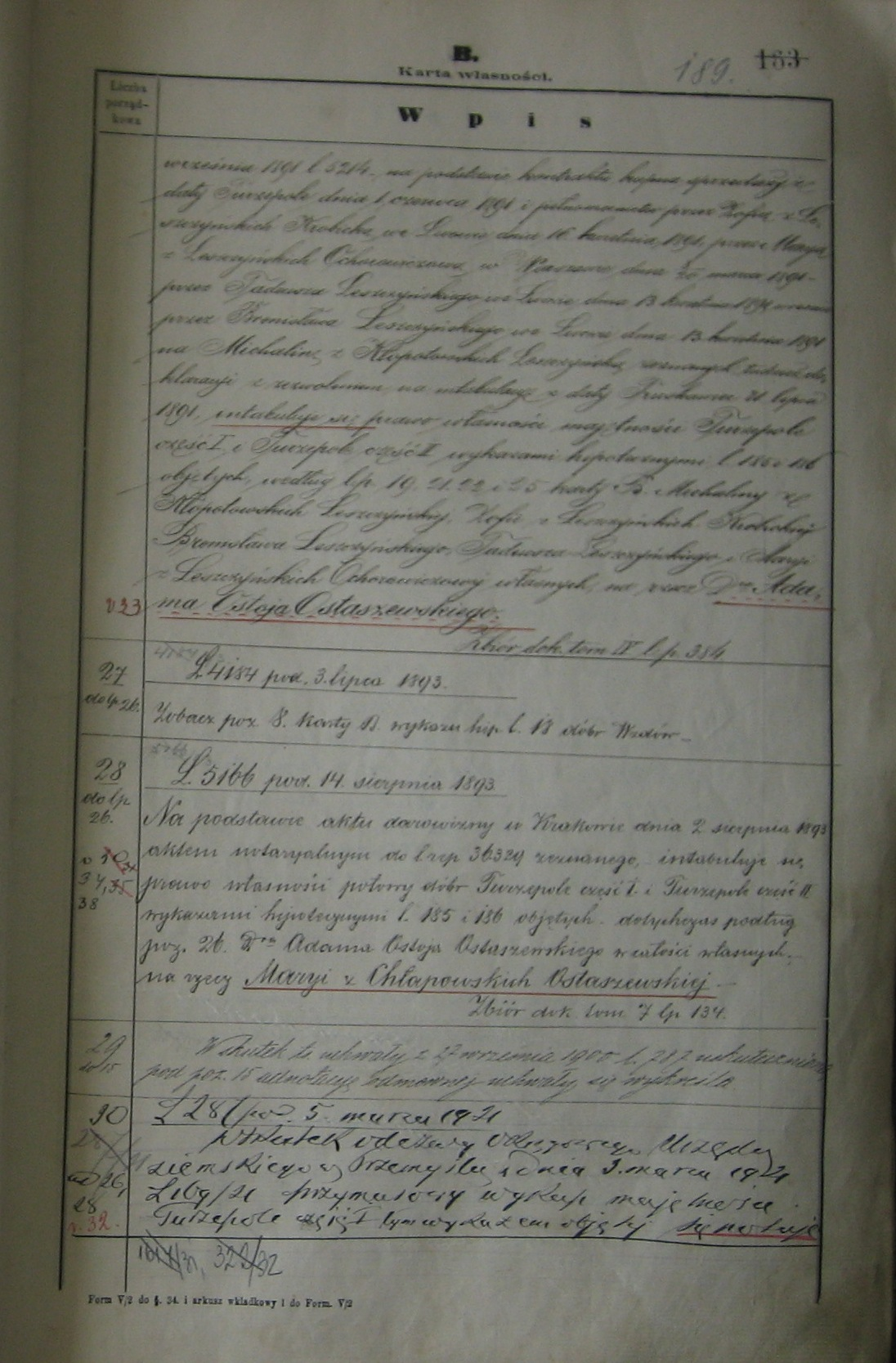
Turze Pole, Karta z księgi tabularnej, XIX w.

Turze Pole (do 14 lutego 1968 Turzepole) – wieś w Polsce, położona w województwie podkarpackim, w powiecie brzozowskim, w gminie Brzozów, przy DW887.
W latach 1975–1998 wieś administracyjnie należała do województwa krośnieńskiego.

## Integralne części wsi
| SIMC    | Nazwa       | Rodzaj    |
| ------- | ----------- | --------- |
| 0346141 | Dziki Gaj   | część wsi |
| 0346158 | Grabiec     | część wsi |
| 0346164 | Korea       | część wsi |
| 0346170 | Pańska Góra | część wsi |
| 0346187 | Podgóra     | część wsi |
| 0346193 | Podgórze    | część wsi |
| 0346201 | Statki      | część wsi |

## Historia
Wieś znana z rozwiniętego przemysłu naftowego. Pierwsza wzmianka o wsi pochodzi z 1420. W centrum wsi w 1791 – naprzeciw dworu Błońskiej – wybudowano murowaną kapliczkę. Wewnątrz umieszczono figurkę św. Jana Nepomucena. Obok posadzono dwie lipy, z nich tylko jedna zachowała się do czasów obecnych. Z końcem XVIII w. Turze Pole liczyło 40 chałup.
W I poł. XIX w. wieś należała do Franciszka Ksawerego hr. Starzeńskiego (1769-1828). Po jego śmierci w 1828 roku pozostałe po nim dzieci sprzedały w 1832 roku majątek Janowi i Tekli ze Świrskich Leszczyńskim herbu Sas. W połowie XIX wieku właścicielami posiadłości tabularnej w Turzym polu byli spadkobiercy tegoż Jana Leszczyńskiego, zmarłego w 1842 roku. Od rodziny Leszczyńskich zakupił te dobra w 1891 roku Adam Ostaszewski ze Wzdowa, jeden z pionierów polskiej awiacji. Do Ostaszewskich Turze Pole należało do końca II wojny światowej, kiedy w wyniku tzw. reformy rolnej zadekretowanej przez PKWN przeszło na własność Skarbu Państwa.
W latach 1989–1991 wybudowano w Turzym Polu kościół parafialny pw. Miłosierdzia Bożego, według projektu Zdzisława Wojdanowskiego i Lucjana Krynickiego. Na północ od wsi – wzgórze Patria (383 m n.p.m.), pod którym – jak głosi miejscowe podanie – miał być ukryty tunel stanowiący niegdyś schronienie dla okolicznych mieszkańców. W okresie okupacji znajdujące się tu stare kamieniołomy były miejscem schronienia dla ludności żydowskiej. Po wyzwoleniu tu m.in. ukrywał się oddział „Żubryda”.
W Turzym Polu (po części również w Zmiennicy) występuje ropa naftowa. Pierwsze prace poszukiwawcze na terenie złoża ropnego rozpoczęto tu w 1885 roku. Uzyskano pewne ilości ropy i gazu. W 1890 roku rozpoczęto pierwsze prace wiertnicze. Wiercenie głębokiego otworu Nad Grabem 1 datuje się od 1896 roku. Do 1914 roku dokonano odwiertu 14 otworów, zaś szczytową produkcje uzyskano w 1910. Okresy I wojny światowej i międzywojenny przyniosły w rezultacie dodatkowe odwierty w liczbie 35 otworów. Kilka z nich miało wynik negatywny. Nasilenie ruchu wiertniczego przypada na okres II wojny światowej do 1944 roku odwiercono tu 29 otworów i uzyskano wzrost produkcji. W latach 1948–1950 udało się utrzymać produkcję na najwyższym poziomie.
Według przekazywanej tradycji w 1907 roku powstała Ochotnicza Straż Ogniowa przy Kółku Rolniczym. Jej założycielami byli: Jan Czechowski, Jan Władyka i nauczyciel miejscowej szkoły Antoni Zgrych. Dla nowo powstałej organizacji wybudowano pomieszczenie o wymiarach 5 × 4 m, w którym trzymano pierwsze wyposażenie: wóz konny z beczką drewnianą, ręczną sikawkę oraz sikawkę strzemiączkową czteroosobową. 28 maja 1978 oddano do użytku Dom Strażaka, który do dzisiaj funkcjonuje i służy mieszkańcom wsi. W 2007 roku OSP obchodziło 100-lecie istnienia.
W Turzym Polu w 1941 urodził się prof. dr Walerian Pańko – prawnik, prezes NIK.